# Parapholidoptera antaliae
Parapholidoptera antaliae är en insektsart som beskrevs av Nadig 1991. Parapholidoptera antaliae ingår i släktet Parapholidoptera och familjen vårtbitare. Inga underarter finns listade i Catalogue of Life.